# Manjang-gul
Manjang-gul – jaskinia lawowa w Korei Południowej.